# Castello di Selva Smeralda
Das Castello di Selva Smeralda ist eine mittelalterliche Hangburg in der Siedlung Selva Smeralda, einem Ortsteil von Terenzo in der italienischen Region Emilia-Romagna. Diese Siedlung liegt, obwohl sie zu Terenzo gehört, eher in der Nähe von Neviano de’ Rossi, einem Ortsteil von Fornovo di Taro.

## Geschichte
Die Geschichte der Burg, die lange Zeit nicht bekannt war, wurde vermutlich erst 1964 von Giovanni Gonizzi geklärt. Dieser identifizierte die Festung Niviano di Rosi, die auf dem einem Fresko von Benedetto Bembo in der Camera d’Oro des Castello di Torrechiara abgebildet ist, als Castello di Selva Smeralda. Die Interpretation dieses Geschichtswissenschaftlers, die viele Jahre lang als vollkommen sicher unter allen Fachleuten galt, wird dennoch von der Archäologin Silvia Cerocchi als irrtümlich angesehen; sie meint, fußend auf einigen Erkenntnissen, dass sich die Festung Niviano di Rosi eher im Zentrum der gleichnamigen Ortschaft finde.
Im 13. Jahrhundert gehörten die Siedlung, die Burg und die Kapelle von Neviano de’ Rossi, das damals „Nivianus Draconorum“ genannt wurde, obwohl es eine Dependance der Pfarrgemeinde San Vitale Baganza war, der Familie Draghi.
Zu einem nicht genau bekannten, späteren Zeitpunkt übernahmen die Rossis das Lehen. 1409 belagerte Ottobuono de’ Terzi die Burg und zwang die Brüder Giacomo und Pier Maria I. de’ Rossi, ihm um des Friedens willen das Castello di Carona zu verkaufen, seinem Bruder Giovanni de’ Terzi die Burgen von Tiorre und Castrignano und dem dritten Bruder Giacomo de’ Terzi die Burgen von Basilicanova und Mamiano. Erst 1424 setzte der Herzog von Mailand, Filippo Maria Visconti, Pier Maria I. de’ Rossi wieder in die Lehen ein, die er an die Terzis verloren hatte.
1464 verfügte Pier Maria II. de’ Rossi in seinem Testament, dass sein Sohn Guido die Siedlung Neviano de’ Rossi zusammen mit den Lehen Felino, San Secondo, Bardone, Carona, Miano, Segalara, Roccalanzona, Sant’Andrea und Taro bekommen sollte. Aber, vermutlich wegen des Todes des Condottiere im Krieg der Rossis, kaufte der Colonel Lorenzo Smeraldi aus Parma die Burg.
1552, während des Krieges um Parma, wurden die Burg und die benachbarte Siedlung von den kaiserlichen Truppen unter der Führung von Ferrante I. Gonzaga geplündert. Sie fingen Giovanni Smeraldi, der mit den Farneses verbündet war, und sperrten ihn im Castello di Tizzano Val Parma ein. Smeraldi gelang es, zu fliehen, aber er wurde erneut gefangen genommen und verurteilt.
Infolgedessen zog sich seine Familie nach Parma zurück und gab die Festung auf. Gegen Ende des 17. Jahrhunderts ging diese Familie in der Familie Tarasconi auf, was der Ursprung der Grafen Tarasconi-Smeraldi war, die Selva Smeralda bis zur Abschaffung der Feudalrechte durch Napoleon im Jahre 1805 behielten.
Später erwarben zunächst die Familie Folli und dann der Ungar Orbàn die Burg. Sie wurde vollständig restauriert und in einen Ferien-Bauernhof umgewandelt.

## Beschreibung
Die Burg steht isoliert an einem steilen Hang, dominant über dem Tal des Sporzana-Baches.
Von der Burg aus dem 14. Jahrhundert ist der massige Bergfried aus Ziegelmauerwerk fast vollständig erhalten; auf drei Seiten hat er noch die ursprünglichen Konsolen. Neben dem Turm mit quadratischem Grundriss erheben sich die angrenzenden Gebäude aus Stein, gemischt mit Mauerwerk, die über die Jahrhunderte teilweise verändert wurden.